# Unité d’habitation

Schemat podstawowego typu mieszkania w jednostce w Marsylii

Taras rekreacyjny na dachu płaskim ma dwa poziomy funkcjonalne

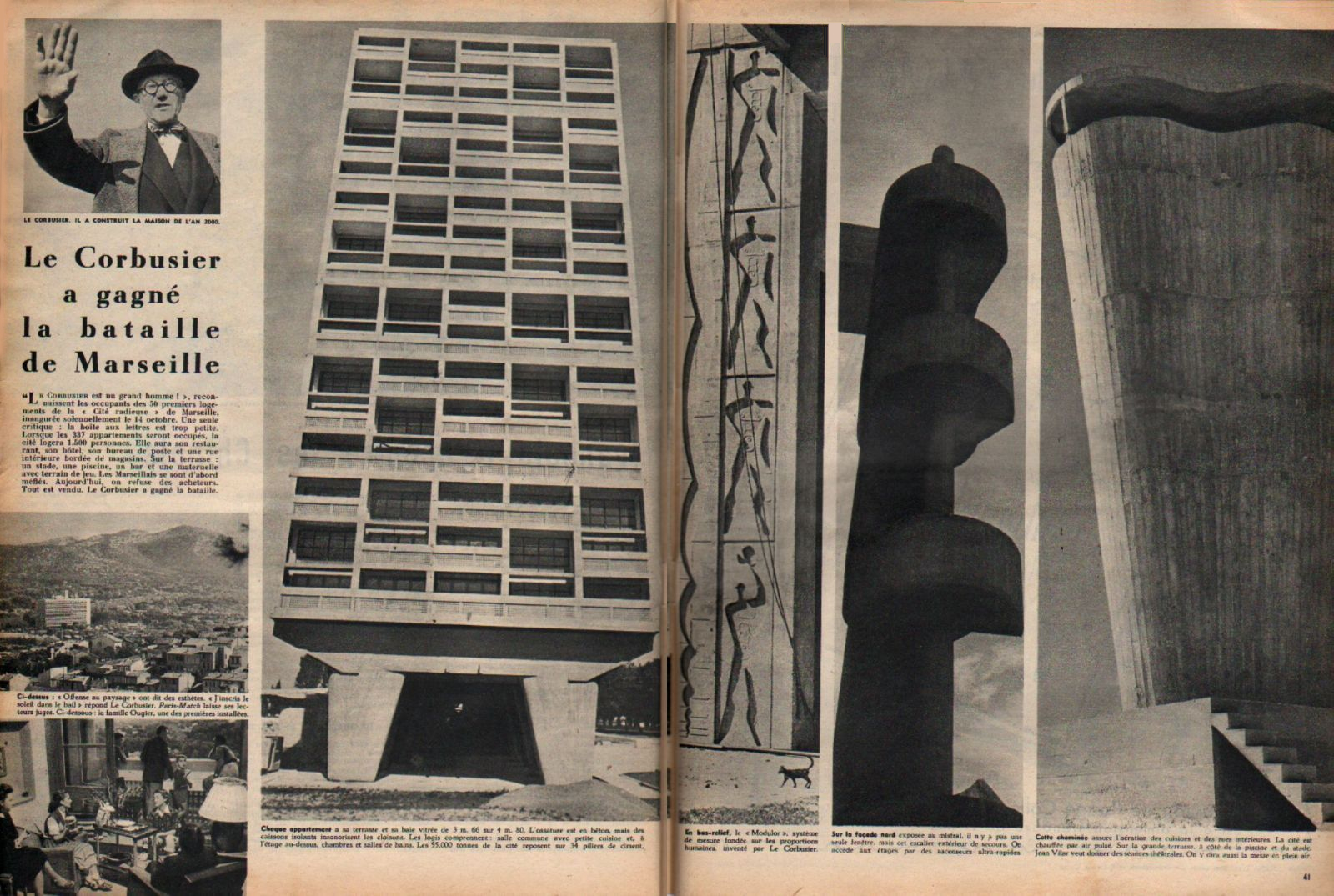
Pierwszy artykuł prasowy o bloku marsylskim w tygodniku Paris Match

Unité d’habitation (pol. Jednostka mieszkaniowa) – modernistyczny budynek mieszkalny zaprojektowany przez Le Corbusiera we współpracy z portugalskim architektem i malarzem Nadirem Afonso, z rosyjskim inżynierem Vladimirem Bodianskym oraz wspólnie z polskimi architektami takimi jak Aleksander Kujawski i Jerzy Sołtan oraz z architektem francuskim pochodzenia polskiego André Wogenscky i innymi. Idea takiego budynku stała się podstawą projektów kilku domów zbudowanych w Europie pod tą samą nazwą.
Blok marsylski jest przykładem ikonicznego oraz wpływowego budynku modernistycznego XX wieku.
W 2016 roku budynek wpisano na listę światowego dziedzictwa UNESCO jako część obiektu: Dzieła architektury Le Corbusiera jako wybitny wkład do modernizmu.

## La Cité Radieuse
Pierwszy i najbardziej znany budynek tego rodzaju, znany także jako „La Cité Radieuse”, czyli „Promienne osiedle” (będące częścią „La Ville Radieuse”, czyli „Promiennego miasta”, ponieważ architekt zaproponował początkowo trzy budynki) oraz nieformalnie jako „La Maison du Fada” („Dom wariatów”) albo „La Maison Radieuse” („Promienny dom”) został zbudowany w latach 1947–1952 w Marsylii. Budynek ten wywarł duży wpływ na architekturę i jest często wymieniany jako znacząca inspiracja dla stylu i filozofii brutalizmu z powodu zastosowania surowego betonu zbrojonego (fr. béton brut armé) jako materiału budowlanego. Wyeksponowano deskowanie szalunku i szorstką fakturę prefabrykowanych elementów betonowych, ponieważ formy stalowe okazały się zbyt kosztowne.
Blok Le Corbusiera powstał w Marsylii tuż po II wojnie światowej i miał być odpowiedzią na deficyt mieszkań w zrujnowanej Europie. Budynek ten zapewnił mieszkania wielkiej liczbie ludzi w sposób ekonomiczny, pozwalający na maksymalne zaoszczędzenie funduszy, a także ziemi, na której został wzniesiony. Blok liczy 1600 mieszkańców. Architekt stwierdził, że zgodnie z założeniami budynek zapewnia każdemu mieszkańcowi „słońce, przestrzeń i zieleń”, aby „przywrócić warunki natury”. „Budynek mieszkalny w Marsylii to futurystyczny dom na palach, którego mieszkania mają szerokie, otwarte przestrzenie” – stwierdził ówczesny amerykański dziennikarz po swojej wizycie. Le Corbusier opisując swój budynek stwierdził, że „ten wielki statek”, „ta jednostka to pionowe miasto-ogród”. Budynek powstał zgodnie z pięcioma zasadami architektury nowoczesnej Le Corbusiera i jego koncepcją „Immeubles-Villas” („Apartamenty własnościowe”) z 1922 roku. Wpływ na projekt wywarł awangardowy moskiewski „Dom Narkomfina” dla pracowników Ludowego Komisariatu Finansów autorstwa Moisjeja Ginzburga (1930), jednakże zdaniem Alfreda Barra to Ginzburg inspirował się Le Corbusierem, a nie odwrotnie.
Budynek został ulokowany w parku, na ogólnodostępnym terenie bez ogrodzenia. Budynek nie jest przy ulicy i nie ma widoku na zabudowę miejską, ale na drzewa. Uliczka została doprowadzona tylko do jednego z narożników budynku, natomiast sam obiekt został otoczony trawnikiem i chodnikami. Równocześnie z budową dokonano także zadrzewienia osiedla i wyposażono je we własny kort tenisowy i do badmintona. Blok marsylski zaprojektowany we współpracy z Shadrachem Woodsem i Georgesem Candilisem, składa się z 337 mieszkań rozmieszczonych na 20 kondygnacjach (wraz z parterem i dwupoziomowym tarasem dachowym), i wspiera się na dużych, antropomorficznych słupach z żelazobetonu (fr. pilotis). Pod budynkiem unoszącym się na filarach jest ziemia – teren, przez który można swobodnie przejść. Wytyczono drogę dla rowerów, która dociera do samych podcieni budynku na palach. W budynku znajdują się też sklepy, biblioteka, miejsca do uprawiania sportu, pomieszczenia medyczne, edukacyjne, sala kinowa na 40 miejsc, pralnia oraz hotel i restauracja. W celu wyróżnienia pasażu handlowego i hotelu, umieszczonych w dwupoziomowym ogrodzie zimowym (fr. le jardin d’hiver) na siódmym piętrze z rysunku fasady, użyto zewnętrznych żaluzji zwanych w języku francuskim brise-soleil. Płaski dach został zaprojektowany jako taras widokowy i ogród z ogólnodostępną panoramą Morza Śródziemnego i gór po przeciwnej stronie (fr. la grande terrasse). Taras dachowy jest całkowicie oddalony od hałaśliwej i pełnej spalin ulicy. Na dachu znajdują się pomieszczenia sportowe i świetlica, basen, bieżnia, betonowy ekran do projekcji filmów znany też jako symboliczny amfiteatr, labirynt, czyli solarium, ławki oraz rzeźby pełniące rolę wentylacji i upodabniające budynek do wielkiego transatlantyku. Taras dachowy pełni rolę agory i przypomina mostek kapitański na transatlantyku. Nad dachem widoczny jest podniebny pomost, czyli punkt widokowy (fr. belvédère), który wystaje poza obrys budynku. Dach ten jest nazywany przez Le Corbusiera zamiennie tarasem dachowym (fr. le toit-terrasse) albo ogrodem na dachu (fr. le toit-jardin), dzięki obecnej tam roślinności. Wzdłuż długiej osi wewnątrz budynku co trzeci poziom biegną korytarze. W środku znajdują się stalowe lampy w kształcie muszli ślimaków, natomiast na trawniku są betonowe lampy w kształcie pachołków cumowniczych instalowanych w portach, niektóre są też ławkami. Szklane drzwi wejściowe widoczne są w holu na parterze, którego wszystkie cztery ściany zostały przeszklone. Budynek zdobi kontrastowa polichromia, ceramika i odciski morskich muszli w betonie. Wymiary mieszkań zostały opracowane dzięki własnemu sposobowi mierzenia przestrzeni autorstwa Le Corbusiera zwanego Modulor, opartego na wymiarach człowieka, złotym podziale i ciągu Fibonacciego.
W odróżnieniu od wzorowanych na nim bloków mieszkalnych gorszego standardu, w których nie ma dużych mieszkań, wspólnej przestrzeni oraz ogrodu na dachu, „L’Unité de Marseille” zamieszkany jest przez klasę średnią, a także klasę wyższą i został uznany za udany budynek. Współautor tego bloku mieszkalnego André Wogenscky stwierdził, że „każde mieszkanie jest dwupoziomowe i przez to staje się podobne do willi. Na każdym poziomie mieszkanie jest jakby przedłużone na zewnątrz dzięki loggiom. Takie mieszkanie to jest dom jednorodzinny wiszący nad ziemią.” Idea funkcjonalnego, estetycznego i ekonomicznego bloku mieszkalnego spełniającego wysokie wymagania każdego człowieka została zrealizowana przez Le Corbusiera, co stało w oczywistej sprzeczności do prefabrykowanych bloków mieszkalnych w krajach komunistycznych, gdzie często mieszkanie dla rodzin wielodzietnych miało tylko jeden lub dwa ciasne pokoje, mierzyło do 38 m² i nie miało dostępu do balkonu lub miało tylko jeden mały balkon na każde mieszkanie. Przeciętna wielkość mieszkania w budynku Le Corbusiera to 98 m². W przykładowym mieszkaniu czteropokojowym powierzchnia pokoju dziecięcego, jednoosobowego wynosi 15 m² (14,94 m²) bez wliczania jego loggii, natomiast salon ma 25 m² (24,64 m²) bez wliczania jego loggii (5,8 m²). Nad salonem (o szerokości 3,66 m i wysokości 4,8 m) jest sypialnia rodziców (14,94 m²) w formie antresoli z widokiem na salon. Pokój dziecięcy przylega do identycznego pokoju dla drugiego dziecka i dzieli z nim wspólną loggię, dlatego też wielu właścicieli zlikwidowało oryginalną drewnianą i przesuwaną ścianę działową (zaprojektowaną jako tablica do pisania kredą) aby stworzyć jeden duży pokój, ponieważ same pokoje dziecięce są wąskie (1,83 m). Każda kuchnia jest wyposażona w zsyp na śmieci, które trafiają tunelem do komory, a następnie do małego budynku o opływowych kształtach, który jest oddalony od bloku mieszkalnego aby śmieciarki nie podjeżdżały pod okna mieszkańcom tak jak w zwykłym budynku. Każde mieszkanie ma dwa poziomy, okna na dwie strony świata, dębowy parkiet, jest wyposażone w kilka obszernych loggi pełniących rolę małych ogrodów (fr. le petit jardin) oraz jest całkowicie przeszklone dzięki portfenetrom zainstalowanym rzędami w każdym pomieszczeniu. Architekt w zaprojektowanych przez siebie mieszkaniach całkowicie zrezygnował z tradycyjnych okien ze względów praktycznych oraz estetycznych i zainstalował we wszystkich pokojach portfenetry, czyli okna sięgające od podłogi do sufitu, wykonane z drewna dębowego, nie polakierowanego na biało co zapewnia naturalny wygląd wnętrzom i fasadzie. Zastosowano skuteczną izolację akustyczną oraz termiczną. Wnętrza zostały zaprojektowane zgodnie z inspirującymi Le Corbusiera ideami architektury klasztornej i okrętowej, dostrzegalne są racjonalizm i prostota. Inną nowością są drzwi wielkości ściany (nie przeszklone, ale obrotowe) zastosowane w przedszkolu. Tylko od decyzji użytkownika zależy czy drzwi te mają pełnić rolę drzwi, ruchomej ściany czy pustki. Wszystkie pokoje w mieszkaniach - poza salonem - mają wysokość 2,26 m co podlegało krytyce już po oddaniu budynku do użytku tak jak i zbyt wąskie pokoje dla dzieci. W bloku berlińskim wybudowanym w 1957 roku zwiększono wysokość pomieszczeń do 2,5 m i poszerzono salony do 4,06 m oraz zrezygnowano z wąskich pokoi dziecięcych ze względu na obowiązujące prawo. Zastosowano tam też okrągłe bulaje na klatkach schodowych (inspiracja architekturą okrętową).
Blok marsylski odwiedził Pablo Picasso.
Budynek został sfotografowany podczas budowy i uroczystego otwarcia przez szwajcarskiego artystę fotografa René Burri.
Blok mieszkalny w Marsylii został objęty ochroną jako zabytek historii Francji już 26 października 1964 roku.

## Inne realizacje i inspiracje
Projekt ten został powtórzony przez Le Corbusiera poza Marsylią w czterech innych budynkach o takiej samej nazwie i bardzo podobnej konstrukcji. Jednostki mieszkaniowe zostały wybudowane także w Nantes-Rezé (1955), Berlinie-Westend (1957), Briey (1960) oraz Firminy (1967).
Blok mieszkalny w Nantes-Rezé, wznoszący się na betonowych filarach został celowo ulokowany przez architekta w stawie z kaczkami aby zintegrować go z naturą. Budynek został wyposażony także w kładkę i pomost nad stawem oraz w basen i przedszkole na dachu. Najkrótsza droga do budynku prowadzi przez kładkę nad stawem. Podobny blok mieszkalny w Briey został celowo ulokowany przez architekta w samym sercu lasu aby zintegrować go z naturą. We wszystkich pięciu blokach mieszkalnych Le Corbusier zaprojektował dwupoziomowy ogród na dachu, ale w dwóch budynkach (Berlin i Briey) został on odrzucony ze względu na koszta. Każdy budynek wyróżnia się oryginalnymi detalami, na przykład blok mieszkalny w Nantes-Rezé został wyposażony w zewnętrzne schody awaryjne z żelazobetonu, przypominające swoją formą żyrafę. Blok marsylski, czyli pierwszy budynek tego typu wyróżnia się oryginalną formą sali gimnastycznej na dachu, która przypomina odwrócony kadłub smukłej łodzi rybackiej. Blok berliński został wyposażony w oryginalny, betonowy i przeszklony pawilon z ukośną ścianą, unoszący się w powietrzu na stalowych słupach zainstalowanych na dachu budynku (pawilon już nie istnieje). Ostatni budynek, w Firminy został wyposażony tylko w okna tarasowe, przesuwne, aby nie zabierać ludziom cennego miejsca w ich mieszkaniach. Tarasy dachowe bloków mieszkalnych Le Corbusiera bywają zdobione tradycyjną galą flagową tak jak statki lub flagami państwowymi eksponowanymi we wszystkich czterech rogach dachu.
Budynek remizy straży pożarnej w Paryżu przy bulwarze Masséna 37, zbudowany w 1971 roku przez architekta Jeana Willervala i Prvoslava Popovića został zainspirowany jednostką mieszkalną Le Corbusiera w Marsylii.
W skład gmachu wchodzi taras wypoczynkowy na dachu oraz basen i sala gimnastyczna na parterze.
Budynek zainspirował projekty wielu kompleksów mieszkaniowych świata, w tym na przykład Alton West (1959) w Roehampton w Londynie i Park Hill w Sheffield (1961). Inne to londyński kompleks Barbican (1965–1976), kompleks Samuda (1965) i Trellick Tower (1972).